# ねこみみぴんぐす
『ねこみみぴんぐす』は、まりもによる日本の4コマ漫画作品。芳文社の月刊4コマ漫画雑誌『まんがタイムきららキャラット』にて2008年10月号から2010年11月号まで連載。
ねこみみの生えた少女・小春ひよりとその仲間たちの、卓球部での活動を描く作品である。

## 登場人物

### 鈴白高校卓球部
小春 ひより（こはる ひより）
卓球部に所属する高校1年生。小学生と間違われるほど小柄。
最大の外見的特徴は頭に生えているねこみみだが、身体能力は普通の人間と何ら変わらない。だが、他の人にとっては「触りたくなる」感触である模様。本人はねこみみが生えていることを普通と思っている。
鶏の唐揚げが好物。
卓球の技術は他より劣るが、その分努力は人一倍している。
紫陽 花（しよう はな）
ひよりの幼馴染みであり、同級生。実は執事つきのお嬢様。
クールな性格で、主にひよりや葵に対するツッコミ担当。
常にうさぎのぬいぐるみを持ち歩いており、それが無いと子供のように動揺する。
胸が小さいのをコンプレックスに思っている節がある。
向日 葵（むかいび あおい）
ひよりの同級生。勘違いから卓球部に入部したため、卓球歴は浅い。
高い身体能力を生かしたプレイングが持ち味。
その反面精密な思考は苦手で、日常生活でも暴走気味の言動がみられる。勉強も苦手。
常にヘッドホンを着けている。
竜舌 蘭（りょうぜつ らん）
卓球部の部長。高校2年生。
眼鏡をかけたボク少女。
地味で影が薄く目立つよう努力をしているが、その努力は報われていない。
西法寺 桜（さいほうじ さくら）
卓球部の副部長。高校2年生。
穏やかな口調だが、かなり毒のある台詞を言うこともしばしば。
蜂巣 華蓮（はちす かれん）
卓球部の顧問教師。
かつては街の卓球場の管理人をしており、幼い頃のひよりと花とも面識があったが、物語中盤で唐突に物理の非常勤講師として着任し、卓球部の顧問となった。
卓球の経験は全くないため的外れなアドバイスも多いが、着眼点は鋭く、生徒たちを導くため日々卓球の勉強もしている。

### その他
穂咲 綾女（ほざき あやめ）
鈴白高校の隣である、秋風高校の卓球部に所属する高校1年生。
卓球の技術は高く、葵とも勝率は互角。
ひより達をライバル視しているが、その一方で心配もするツンデレ的性格の持ち主。
シュペルカイザーという名前の犬を飼っている。
彼女の送るメールの文面には顔文字や絵文字がやたらと多く、葵たちからは嫌われている。

## 書誌情報等

### 単行本
芳文社より「まんがタイムKRコミックス」として刊行されている。
1. 第1巻（2009年11月27日発売 2009年12月12日発行） ISBN 978-4-8322-7863-9
2. 第2巻（2010年10月27日発売 2010年11月11日発行） ISBN 978-4-8322-7956-8